# Lijst van shorttrackrecords 1000 meter vrouwen junioren
Dit is een overzicht van de schaatsrecords op de 1000 meter vrouwen junioren bij het shorttrack.

## Ontwikkelingwereldrecordjunioren 1000 meter shorttrack
| Nr | Naam             | Land       | Tijd     | Plaats    | Datum      |
| -- | ---------------- | ---------- | -------- | --------- | ---------- |
| 1  | Ikue Teshigawara | Japan      | 1.39,53  | Seoel     | 16-01-1994 |
| 2  | Kim So-hee       | Zuid-Korea | 1.37,09  | Hamar     | 26-02-1994 |
| 3  | Kyung Won-hye    | Zuid-Korea | 1.35,256 | Marquette | 12-01-1997 |
| 4  | Kim Moon-jung    | Zuid-Korea | 1.32,702 | Montreal  | 17-01-1999 |
| 5  | Byun Chun-sa     | Zuid-Korea | 1.30,483 | Boedapest | 12-01-2003 |
|    |                  |            |          |           |            |
| ?  | Noh Do-hee       | Zuid-Korea | 1.30,166 | Erzurum   | 09-03-2014 |